# Argophyllum nullumense
Argophyllum nullumense är en tvåhjärtbladig växtart som beskrevs av Richard Thomas Baker. Argophyllum nullumense ingår i släktet Argophyllum och familjen Argophyllaceae. Inga underarter finns listade i Catalogue of Life.